# Нератов, Анатолий Иванович
Анатолий Иванович Нератов  (1830—1907) — государственный деятель Российской империи, Келецкий губернатор, сенатор, действительный тайный советник.

## Биография
Происходил из дворян Казанской губернии, родился 14 (26) августа 1830 года в Ижевске в семье генерал-майора, командира Ижевского оружейного завода Ивана Александровича Нератова и его супруги Фавсты Ермолаевны, урождённой Великопольской.
Окончив курс в Императорском Казанском университете со степенью кандидата, 21 ноября 1850 года поступил на службу младшим чиновником особых поручений при Казанском губернаторе. 28 марта следующего года он вышел в отставку, но уже 11 августа вновь поступил на службу. В 1854 году был избран предводителем дворянства Чистопольского уезда Казанской губернии. С 27 февраля 1859 года по 26 июня 1861 года и с 2 ноября 1862 года по 9 июня 1865 года Нератов вновь находился в отставке.
В 1865 году определён по ведомству Учредительного комитета в Царстве Польском и командирован в Келецкую и Варшавскую комиссию по крестьянским делам в качестве исправляющего должность товарища председателя, а в 1867 году в чине коллежского советника назначен директором Учредительного комитета в Царстве Польском. Был назначен 18 марта 1869 года исправляющим должность Келецкого губернатора в чине статского советника и занимал этот пост в течение двух лет; в 1869 году был пожалован майоратом, 12 марта 1871 года был произведён в действительные статские советники и назначен членом Временной комиссии по крестьянским делам губерний Царства Польского при Министерстве внутренних дел, а в 1878 году исправляющим должность председателя той же комиссии. 
В 1880 году Нератов был командирован министром внутренних дел для обозрения местных учреждении по крестьянским делам Царства Польского и 30 августа того же года произведён в тайные советники; 9 июня 1882 года Нератову было Всемилостивейше повелено присутствовать в Правительствующем Сенате. Присутствовал в Первом департаменте Сената, затем был переведён во Второй департамент. Его служба в этот период была отмечена пожалованием в 1891 году ордена Святого Александра Невского и производством 1 января 1901 года в действительные тайные советники.
Умер 28 января (10 февраля) 1907 года, похоронен на кладбище Новодевичьего монастыря в Санкт-Петербурге, вместе с женой Екатериной Модестовной и сыновьями Модестом (14.01.1862—09.05.1877) и Юрием (?—1901).

## Награды
- Орден Святого Станислава 1-й степени (1872)
- Орден Святой Анны 1-й степени (1874)
- Орден Святого Владимира 2-й степени (1877)
- Орден Белого орла (1885)
- Орден Святого Александра Невского (01.01.1891)[1]
- Золотая медаль за устроение крестьян в Царстве Польском, бронзовая медаль в память войны 1853-56 годов, знак отличия, учреждённый 17 апреля 1863 года (за введение в действие положений 19 февраля 1861 года)

## Семья
Жена — Екатерина Модестовна, урожд. Молоствова (15.12.1832—24.04.1874), из богатого казанского семейства, племянница атамана В. П. Молоствова. Скончалась в Париже от болезни почек, похоронена в Петербурге. 
В браке имели 10 детей, наиболее известным из которых был сын Анатолий — гофмейстер, товарищ министра иностранных дел, член Государственного совета.